# Erkelenz
Erkelenz é uma cidade situada na Renânia do Norte-Vestfália, um dos dezesseis estados federais da Alemanha. Pertence ao Distrito de Heinsberg.

## História
A primeira referência a esta localidade  se encontra um ato de doação do imperador Oto, o Grande, datado de 17 de janeiro de 966.
Erkelenz foi elevada à categoria de cidade em 1326, pelo conde Reinald II de Geldern.
Durante a ocupação francesa, entre 1798 e 1815, Erkelenz fez parte do departamento da Roer.
Em 1944, a cidade foi destruída pelos bombardeios das tropas americanas.